# Peggy Kornegger
Peggy Kornegger  is een invloedrijke Amerikaanse exponent van het anarcho-feminisme. Ze heeft beargumenteerd dat het radicaal feminisme en anarchisme natuurlijke bondgenoten zijn.

## Publicaties
- The Tyranny of Tyranny - een antwoord op The Tyranny of Structurelessness door Jo Freeman
- Anarchism: The Feminist Connection